# NFC sjever
NFC sjever je jedna od četiri divizije NFC konferencije u nacionalnoj ligi američkog nogometa NFL. Članovi divizije su Chicago Bearsi, Detroit Lionsi, Green Bay Packersi i Minnesota Vikingsi. Divizija postoji u trenutnom obliku od sezone 2002., kada je nakon ulaska u ligu Houston Texansa ukupan broj momčadi porastao na 32, koje su tada raspodijeljene na ukupno osam divizija po četiri momčadi, po četiri divizije u svakoj konferenciji.
Sjedišta momčadi divizije NFC sjever su Lake Forest, Illinois (Chicago Bears), Allen Park, Michigan (Detroit Lions), Green Bay, Wisconsin (Green Bay Packers) i Eagan, Minnesota (Minnesota Vikings).

## Pobjednici divizije NFC sjever od 2002. do 2020. godine
| Sezona | Momčad            | Omjer |
| ------ | ----------------- | ----- |
| 2002.  | Green Bay Packers | 12–4  |
| 2003.  | Green Bay Packers | 10-6  |
| 2004.  | Green Bay Packers | 10-6  |
| 2005.  | Chicago Bears     | 11–5  |
| 2006.  | Chicago Bears     | 13-3  |
| 2007.  | Green Bay Packers | 13–3  |
| 2008.  | Minnesota Vikings | 10-6  |
| 2009.  | Minnesota Vikings | 12-4  |
| 2010.  | Chicago Bears     | 11-5  |
| 2011.  | Green Bay Packers | 15-1  |
| 2012.  | Green Bay Packers | 11-5  |
| 2013.  | Green Bay Packers | 8-7-1 |
| 2014.  | Green Bay Packers | 12-4  |
| 2015.  | Minnesota Vikings | 11-5  |
| 2016.  | Green Bay Packers | 10-6  |
| 2017.  | Minnesota Vikings | 13–3  |
| 2018.  | Chicago Bears     | 12-4  |
| 2019.  | Green Bay Packers | 13-3  |
| 2020.  | Green Bay Packers | 13-3  |